# Serafina di Dio
Prudenza Pisa, in religione Serafina di Dio (Napoli, 24 ottobre 1621 – Capri, 17 marzo 1699), è stata una mistica italiana, conosciuta anche come Serafina da Capri.
Malgrado l'opposizione paterna, diventò monaca dell'Ordine dei Carmelitani il 29 maggio 1661.
Ella fondò sette monasteri di monache Carmelitane; il primo monastero fu fondato a Capri nel 1661 nel convento del Salvatore. Il secondo nel 1675 a Fisciano intitolato a San Giuseppe. Il terzo nel 1675 a Vico Equense dedicato alla SS. Trinità, il quarto nel 1677 a Massa Lubrense con un quinto nel 1689. Poi il sesto nel 1681 a Torre del Greco con il titolo dell'Immacolata Concezione ed infine nel 1683 ad Anacapri, il settimo, sotto il titolo di San Michele. Altri conventi furono poi eretti dalle monache sue allieve e discepole che la seguirono; tutti questi conventi erano retti da Costituzioni scritte dalla stessa Serafina di Dio, per le quali si ispirò a quelle di Santa Teresa d'Avila e, dopo la morte della fondatrice, costituirono la Congregazione del Santissimo Salvatore. La fama di santità di Serafina portò all'introduzione della sua causa di beatificazione sotto la direzione del postulatore dei carmelitani, p. Serafino Maria Potenza, O.Carm.